# Mokranje
Mokranje es un pueblo ubicado en la municipalidad de Negotin, en el distrito de Bor, Serbia.

## Superficie
Posee una superficie de 25,41 kilómetros cuadrados.

## Demografía
Hasta 2011 la población era de 710 habitantes, con una densidad de población de 21,64 habitantes por kilómetro cuadrado.